# Jaldapara
Jaldapara er et naturreservat i det nordlige Vestbengalen i Indien og er på 114 km².
Der er vilde og tamme elefanter og indiske næsehorn.
I naturreservatet ligger en række hytter (Hollong Forest Lodge) til overnatning for turister.
26°37′43″N 89°22′39″Ø / 26.6286°N 89.3775°Ø